# 1325 w polityce
Wydarzenia polityczne w 1325 roku.

## Wydarzenia
- Aztekowie założyli Tenochtitlán[1].
- Sojusz między Władysławem Łokietkiem a Giedyminem[1][2].
- Początek panowania Iwana Kality w księstwie moskiewskim[1][3].

## Zmarli
- Eberhard I Dostojny, książę Wirtembergii[4].